# 5115-ös mellékút (Magyarország)
Az 5115-ös mellékút egy rövid, kevesebb, mint 1 kilométer hosszú, négy számjegyű mellékút Tolna vármegye délkeleti részén. Alsónyék egyik belső útjaként, a község főutcájaként köti össze a település központját az attól északra elhaladó 55-ös főúttal és a déli határában húzódó 5513-as úttal.

## Nyomvonala
Az 55-ös főútból ágazik ki, annak a 119+750-es kilométerszelvénye táján, nem messze Alsónyék belterületének északi szélétől, dél felé; az ellenkező irányban ugyanott ágazik ki egy alsóbbrendű önkormányzati út, mely Sárpilis központjába vezet, bár inkább csak mezőgazdasági útként szolgál. Alig 200 méter után eléri a község első házait, melyek között a Fő utca nevet veszi fel. Bő fél kilométer megtételét követően éri el a település központját, onnan a Fő utca elnevezés kelet felé folytatódik, az 5115-ös út pedig a Fábián Pál utca nevet veszi fel. Így is ér véget, beletorkollva az 5513-as útba, annak 850-es méterszelvénye közelében, a lakott terület déli szélénél.
Teljes hossza, az országos közutak térképes nyilvántartását szolgáló kira.gov.hu adatbázisa szerint 0,868 kilométer.

## Története
Úgy tűnik, hogy korábban hosszabb lehetett: egyik végpontja az 56-os főút 20+650-es kilométerszelvénye táján volt, ahonnan keleti irányban indult, majd Alsónyék belterületétől nem messze fordult előbb délkeleti, majd pedig, a község első házait elérve déli irányba; másik végpontjának helye nem változott, de az út, amibe becsatlakozott, akkor még az 55-ös főút része volt. 2013-ban az HU-GO útdíjrendszer bevezetésével egyetemben került az 55-ös főút a mai, Alsónyéket észak felől elkerülő nyomvonalára, ezáltal az 5115-ös útnak a község északi széle és az 56-os főút közti szakasza az 55-ös főút része lett, a Bátaszék központjába bevezető régi nyomvonal pedig ugyanakkor 5513-as útszámozással mellékúti besorolást kapott.